# Cnemaspis affinis
Cnemaspis affinis är en ödleart som beskrevs av  Ferdinand Stoliczka 1870. Cnemaspis affinis ingår i släktet Cnemaspis och familjen geckoödlor. Inga underarter finns listade i Catalogue of Life.